# Eunymphicus cornutus
Eunymphicus cornutus là một loài chim trong họ Psittacidae.